# Traueresche
Die Traueresche oder Hängeesche (Fraxinus excelsior ‘Pendula’) ist eine Kulturvarietät (Cultivar) der Gemeinen Esche (Fraxinus excelsior).

## Beschreibung
Die Traueresche ist ein Baum, der Wuchshöhen von 12 bis 15 Metern erreicht. Die bogenförmig abwärts wachsenden Äste und Zweige erreichen oft den Boden. Die Baumkrone der Traueresche ist ein dichtgeschlossenes Schirmdach und etwas breiter als die der Gemeinen Esche und die Äste der Krone haben eine unregelmäßige, bizarre Form. Wie bei der Gemeinen Esche sind die Laubblätter tiefgrün und gefiedert.
Die Blüten der Traueresche sind wie die der Gemeine Esche zwittrig, wobei abhängig vom Individuum ein Geschlecht reduziert sein kann (Triözie).

## Taxonomie
William Aiton, Vorsteher des Botanischen Gartens in Kew, erwähnt Fraxinus excelsior ’Pendula‘ (engl. weeping ash) in seinem Buch Hortus Kewensis von 1789. Fraxinus excelsior ‘Pendula’ entspricht keiner taxonomischen Rangstufe des ICBN.

## Nutzung
In England war die Traueresche im Viktorianischen Zeitalter sehr beliebt. Die Wuchsform erlaubt sehr gut die Nutzung als natürliche Laube. Der dichte Wuchs spendet Schatten und Sichtschutz. Die Traueresche ist als Solitärbaum meist in Parks und bei Gehöften und Friedhöfen anzutreffen.
Alle Trauereschen-Exemplare stammen von einem einzigen Exemplar ab, das Anfang des 18. Jahrhunderts auf den britischen Inseln auf einem Feld der Pfarrei von Gamlingay in Cambridgeshire gefunden wurde. Das ursprüngliche Exemplar war klein. Alle größeren Bäume, die ab Mitte des 18. Jahrhunderts in den Handel kamen, sind durch Veredelung erzeugt. Als Unterlage dient der Stamm einer Gemeinen Esche. Die Krone mit den Pendelzweigen stammt von der ursprünglichen Traueresche.
Ferdinand Fintelmann, Hofgärtner auf der Pfaueninsel, hegte die Vermutung, dass es sich bei der Traueresche und der Gemeinen Esche um unterschiedliche Arten handelt. Um dies zu überprüfen, ließ er 1822 ungefähr tausend aus Samen der Traueresche gezogene Pflanzen wachsen. Keines der Bäumchen zeigte jedoch den eigentümlichen Wuchs (Trauerform) der Traueresche mit den hängenden Zweigen, sondern es entwickelten sich Gemeine Eschen.
Der Bestand der Traueresche wird durch das Eschentriebsterben ebenso bedroht wie der Bestand der Gemeinen Esche. Weil die ganze Population von Trauereschen aber nur aus Klonen besteht, hat die Traueresche geringere Überlebenschancen. Die Ursache des Eschentriebsterbens ist ein Befall durch den Pilz Chalara fraxinea.

## Galerie

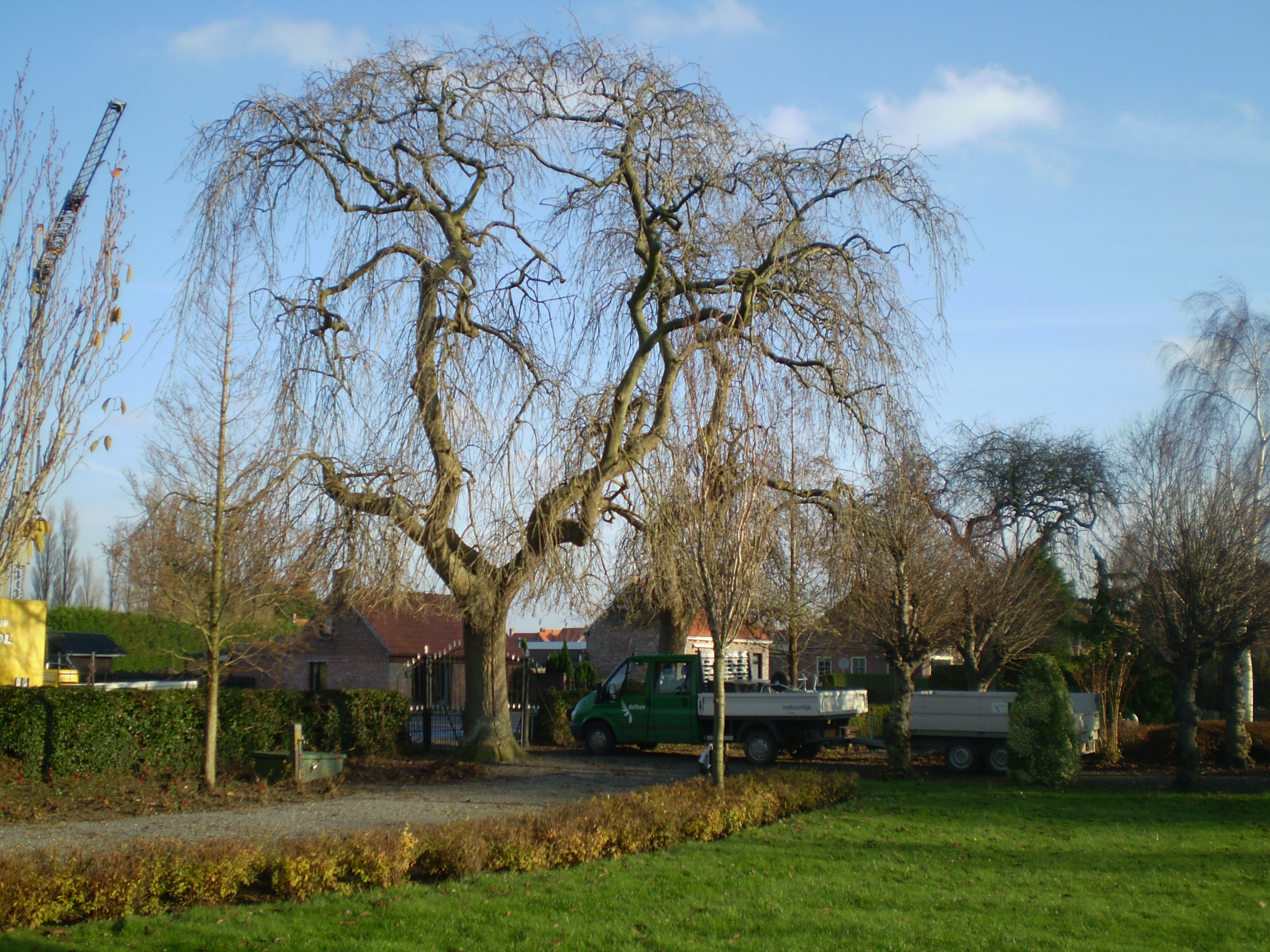
Blattlose Traueresche Ende November
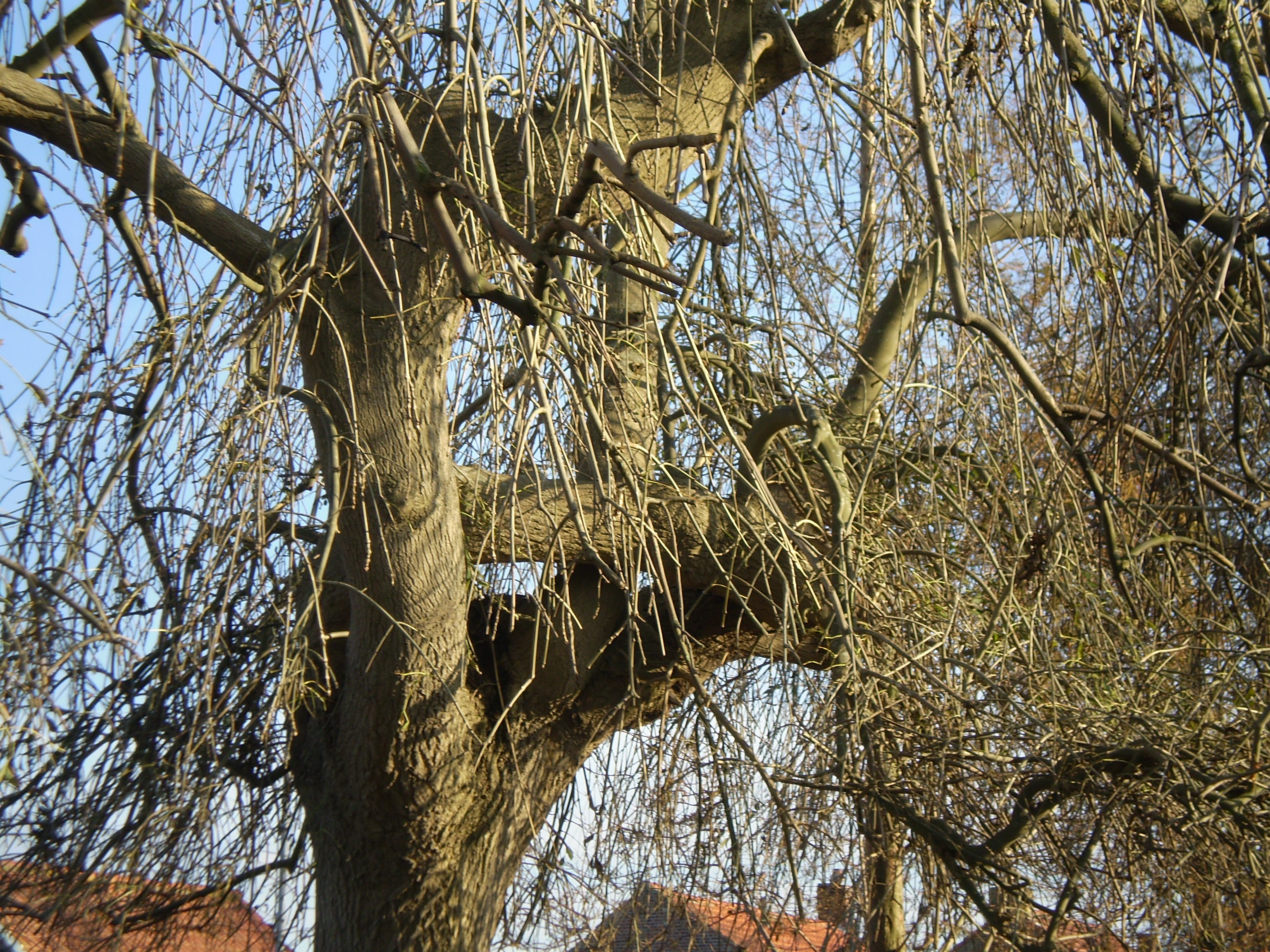
Nahaufnahme
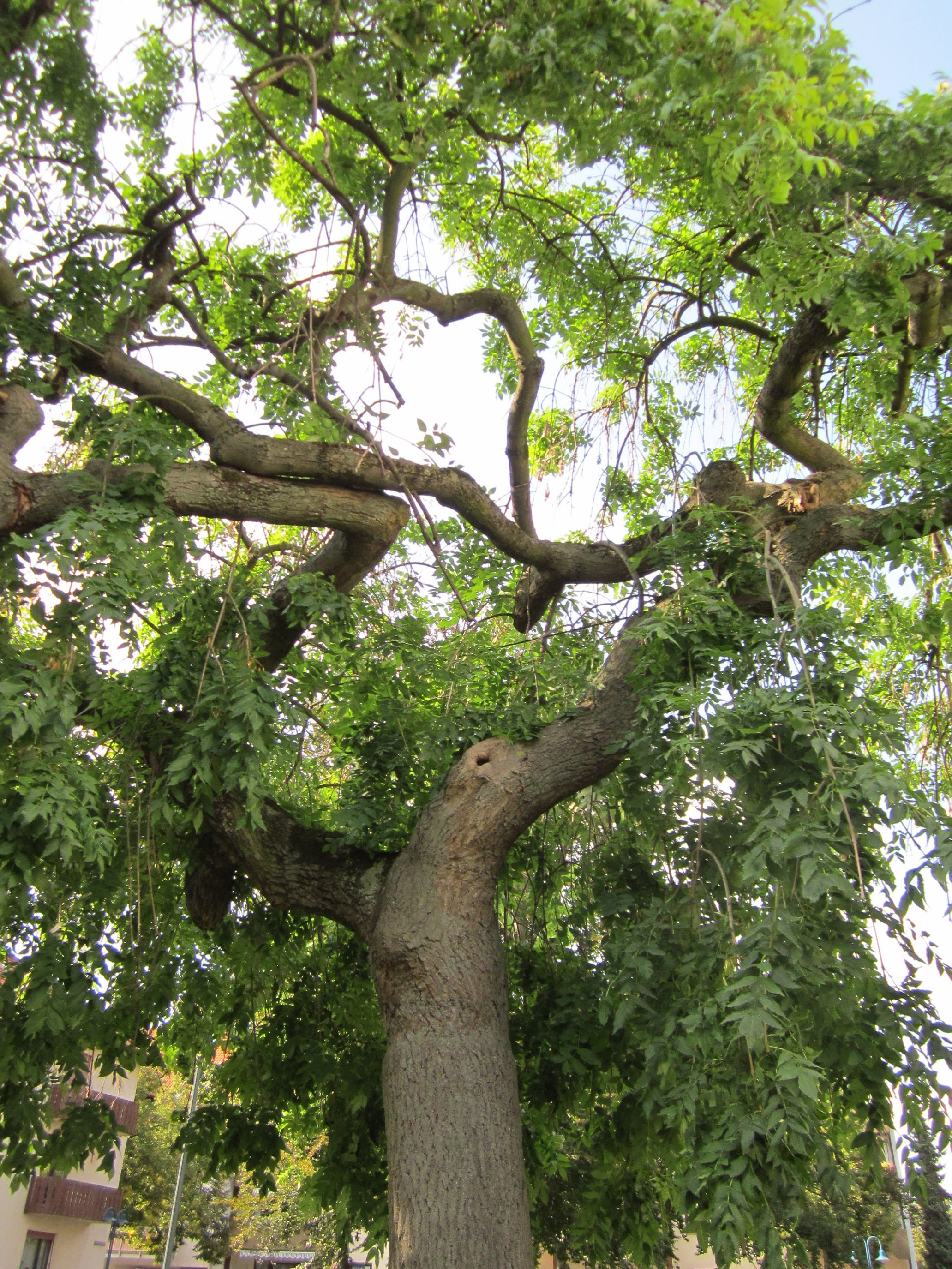
Traueresche in Hockenheim
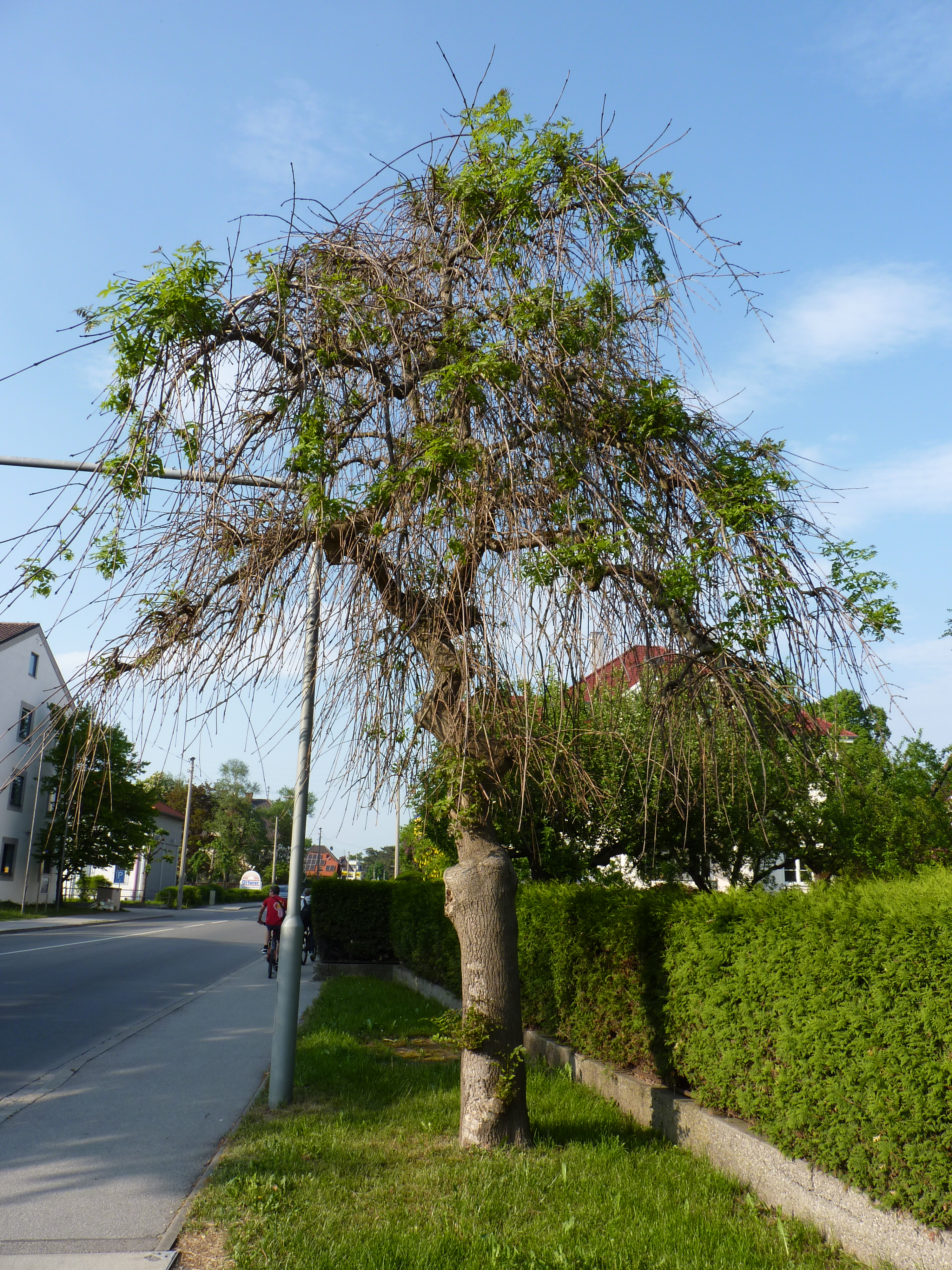
Eine am Eschentriebsterben erkrankte Traueresche an der B 2 in Weilheim in Oberbayern